# Tetiana Hlusxenko
Tetiana Hlusxenko (ucraïnès: Тетяна Григорівна Глущенко)  (Kíiv, 12 de juliol de 1956) fou una jugadora d'handbol ucraïnesa que va competir sota bandera soviètica durant la dècada de 1970.
El 1976 va prendre part en els Jocs Olímpics de Mont-real, on guanyà la medalla d'or en la competició d'handbol.